# Arlington (Minnesota)
Arlington é uma cidade localizada no estado americano de Minnesota, no Condado de Sibley.

## Demografia
Segundo o censo americano de 2000, a sua população era de 2048 habitantes. 
Em 2006, foi estimada uma população de 2046, um decréscimo de 2 (-0.1%).

## Geografia
De acordo com o United States Census Bureau tem uma área de 
3,8 km², dos quais 3,8 km² cobertos por terra e 0,0 km² cobertos por água. Arlington localiza-se a aproximadamente 306 m acima do nível do mar.

## Localidades na vizinhança
O diagrama seguinte representa as localidades num raio de 20 km ao redor de Arlington. 